# Општина Штефан чел Маре (Арђеш)
Штефан чел Маре (рум. Ştefan cel Mare) општина је у Румунији у округу Арђеш.
Oпштина се налази на надморској висини од 159 m.